# 叶谷町 (八王子市)
叶谷町（かのうやまち）は、東京都八王子市の地名である。丁番を持たない単独町名であり、住居表示未実施区域。郵便番号は193-0815（八王子西郵便局管区）。

## 地理
八王子市中央部に位置する。南東端に浅川（北浅川）と城山川の合流点があり、その西方の扇状地に位置する。北西部の陣馬街道沿いを中心に住宅地・商業地となっている。
東で泉町、西で大楽寺町、南で横川町、北で四谷町と隣接する。

### 河川
- 浅川（北浅川）
- 城山川

### 地価
住宅地の地価は、2014年（平成26年）1月1日の公示地価によれば、叶谷町867番3外の地点で13万円/m2となっている。

## 歴史
- 1889年（明治22年）4月1日 - 町村制施行により、神奈川県南多摩郡大楽寺村が、上壱分方村、下壱分方村、横川村、弐分方村、川村、元八王子村と合併し、元八王子村が成立する。
- 1955年（昭和30年）4月1日 - 元八王子村が八王子市へ編入。
- 1956年（昭和31年）10月1日 - 旧元八王子村大字大楽寺の一部が叶谷町となる。

## 世帯数と人口
2017年（平成29年）12月31日現在の世帯数と人口は以下の通りである。
| 町丁   | 世帯数  | 人口    |
| ------ | ------- | ------- |
| 叶谷町 | 860世帯 | 1,876人 |

## 小・中学校の学区
市立小・中学校に通う場合、学区は以下の通りとなる。
| 番地                      | 小学校                     | 中学校               | 通学許可校                                |
| ------------------------- | -------------------------- | -------------------- | ----------------------------------------- |
| 972～992番地 1641番地以降 | 八王子市立元八王子東小学校 | 八王子市立四谷中学校 | 八王子市立横川小学校 八王子市立横川中学校 |
| その他                    | 八王子市立元八王子東小学校 | 八王子市立四谷中学校 |                                           |

## 交通

### 道路・橋梁
- 東京都道521号上野原八王子線（陣馬街道）

### 路線バス
- 西東京バス
  - 京王八王子駅・西八王子駅 - 花川 - 松枝住宅
  - 京王八王子駅 - 叶谷 - 宝生寺団地・恩方車庫・繊維団地・大久保
  - 京王八王子駅 - 叶谷 - 高尾駅南口
  - 西八王子駅 - 叶谷 - 繊維団地

## 施設

### 教育
- 八王子市立元八王子東小学校

### 郵便局・金融機関
- 青梅信用金庫八王子支店

### 商業
- グルメシティ叶谷店
- サンドラッグ八王子四谷店

### 企業
- アーム電子
- 津川洋行

### 神社・寺院
- 住吉神社